# Mario Sancho Jiménez
Mario Sancho Jiménez (Cartago, 1889 - 1948) fue un ensayista y educador costarricense.

## Biografía
Cursó estudios en la Escuela de Derecho de Costa Rica, pero no llegó a graduarse. Estuvo exiliado en Nicaragua durante el régimen del Presidente Federico Alberto Tinoco Granados, durante el cual, su hermano Carlos Sancho Jiménez fue asesinado —en 1918.
Fue Agente Confidencial de Costa Rica en Nicaragua (1920), Cónsul de Costa Rica en Boston (1920-1930) y Encargado de Negocios y Cónsul General de Costa Rica en México (1930-1932). En 1932 fue elegido como miembro de la Academia Costarricense de la Lengua para llenar la vacante de la Silla D por el fallecimiento de don Manuel María de Peralta y Alfaro (1930),  renunció en 1938 sin haber tomado posesión. 
Fue profesor en el Colegio San Luis Gonzaga de Cartago y en varias universidades de los Estados Unidos.

## Principales obras publicadas
- 'Viajes y lecturas' (1933)
- 'El Doctor Ferraz' (1934)
- 'Costa Rica, Suiza centroamericana' (1935)
- 'El Pueblo Español' (1937)
- ''Memorias' (1961) (Premio Póstumo Aquileo Echeverría) .

- Datos: Q5999037